# Carles Marigó i Sarrión
Carles Marigó i Sarrión   (Blanes, 1986) és un pianista, improvisador, compositor i docent català. La seva formació acadèmica és fonamentalment clàssica, tot i que a la seva carrera ha estudiat també jazz i música tradicional catalana. Durant aquests anys ha profunditzat en el món de la improvisació en diversos estils, caracteritzant-se per fer concerts que reuneixen els dos vessants, oferint espectacles poc convencionals.

## Formació i reconeixements
Inicià els seus estudis musicals a l'Escola de música Santa Maria sota la tutela de Xavier Dotras. Als 11 anys començà a formar part de la Banda de l'escola com a saxofonista i poc després entrà al món de la música tradicional catalana amb la Cobla del Col·legi de Santa Maria de Blanes, fundada l'any 1967, que fou la primera cobla juvenil catalana, i des dels seus inicis es convertí en una cantera de joves músics, principalment d'instruments de vent. A més, fundà juntament amb companys i amics la Big Band Jazz Club de Blanes, un conjunt dedicat al jazz de la dècada dels 50s on Carles tocava el piano, autogestionat pels membres del grup, tots ells menors d'edat. Fins als 18 anys fou membre d'aquestes formacions, que el van permetre desenvolupar la seva vessant compositiva guanyant premis com el Concurs de Joves Creadors, un dels més importants per joves compositors de sardanes, celebrat el 2004 a Blanes.
Als 16 anys el seu centre de formació musical passa a ser el Conservatori Professional de Música de Badalona amb Lluís Pérez Molina, i a partir d'aquell moment la seva prioritat fou el perfeccionament de la interpretació de música clàssica i contemporània. Posteriorment realitzà els seus estudis superiors amb Vladislav Bronevetsky, deixeble de Elisso Virssaladze, i els finalitzà al Conservatori Tchaikovski de Moscú amb Irina Plotnikova. Va obtenir les màximes qualificacions a les assignatures de piano i improvisació i per ampliar els seus estudis ha comptat amb beques d'organismes com el CONCA (Consell Nacional de la Cultura i les Arts), la AIE (Sociedad de Artistas Intérpretes o Ejecutantes de España) o el CEP (Centro de Estudios Pianísticos).
Altres docents dels quals ha rebut classes són Nelson Goerner, Elsa Púppulo, Elisabeth Leonskaja, Barry Douglas, Christian Zacharias, Paul Badura-Skoda, Jacques Rouvier i María Jesús Crespo.
A la seva formació en improvisació van contribuir músics com Xavier Dotras, Albert Bover, Emilio Molina, Juan de la Rubia, Ana Finger, Michael Pisaro, James Fei o Evan Parker.
Carles Marigó ha estat guardonat amb premis del Concurs Internacional de piano Eugenia Verdet, amb el Premi de Música Ciudad de Manresa, del Concurs Internacional de piano Ricard Viñes, de la Fundació Rius i Virgili i ha rebut el reconeixement artístic Castafiore de la revista cultural Núvol. El seu primer disc, Moments (Seed Music) va ser seleccionat com un dels millors discos de clàssica per la revista Enderrock.

## Carrera professional
Ha actuat a països com Espanya, Suïssa, Portugal, Alemanya, Dinamarca, Anglaterra, Rússia o Nova Zelanda com a solista, en agrupacions o amb orquestra. Membre fundador de la companyia de creació interdisciplinària Cia. RAU (Barcelona) amb Jaume Sangrà, i del col·lectiu emergent de reinterpretació de la música antiga i contemporània Lo Desconcert (Colònia, Alemanya) amb la violinista Sara Cubarsi.
Ha estat músic creador resident a la Pedrera (Barcelona, 2017), l’Atlàntida de Vic (2020), la Marfà (Girona, Residències internacionals 2020-2021) i al Zamus Zentrum für Alte Musik Köln (Colònia, Alemanya, 2021). Ha estrenat obres pròpies així com de Josep Soler i Sardà (1935-), Hector Parra (1976-), Raffaele Grimaldi, Sara Cubarsi, Joan Magrané (1988-), Stellan Veloce, Enric Palomar (1964-). Ha participat en la recuperació, interpretació d'obres de José Soler Casabón (1884-1964) i en l'enregistrament de la integral per piano d'Enrique Escudé-Cofiner (1909-1996). Ha enregistrat per la WDR (Ràdio de Colònia, Alemanya), RTVE, TV3, Canal 33, Catalunya Ràdio, Catalunya Música, entre d'altres.
Quant a la docència, és professor d'improvisació i educació auditiva a l'Escola Superior de Música de Catalunya (ESMuC) i el Conservatori Superior de Música del Liceu. Està especialitzat en la Metodologia IEM (Instituto de Educación Musical Emilio Molina) com a docent i com a formador de professorat.

## Projectes musicals propis
- Piano sol:
  - Breaking Bach (2021-22)[15]
  - L'empremta de Bach (2020)[16]
  - Piano portrait (2019-20)[17]
  - Ibèrics (2014-2020)

- En grup:
  - Suona Meets Gralla (Chang Ya-yuan, Tseng Chien-Yun, Carles Marigó i Manu Sabaté) (2022)
    - Residènciès internacionals de la Marfà[11]
    - Coproducció de la Fira Mediterrània de Manresa[18]

  - Big Band Jazz Club de Blanes (2003)[19]
- Interdisciplinaris:
  - #BombollaSegura (2020)
    - Beca SOS Cultura de la Fundació Carulla[20]

  - Origo (2019)[21]
- Projectes discogràfics:
  - No se lo digas a nadie (Anna Colom, Carles Marigó, Exequiel Coria, Ismael Alsina, David Domínguez) (2022)
  - Keep my Cows (Maria Camahort, Carles Marigó, ft. David Domínguez, Lina León) (2022)
  - Papa (2020)
  - Embrujo (2019)[22]
  - Les set fulles del faig (Carles Marigó, Marco Mezquida, Pere Arquillué) (2019)[23]
  - Moments (2017)[6]
- Bandes sonores:
  - Reminiscència (2020)[24]
    - Notodofilmfest: premi RTVE Cámara Abierto: Millor documental[cal citació]
    - Mostra de cinema jove d’Elx: Millor curtmetratge[cal citació]
    - Festival Ull Nu: Premi Memòria Històrica[cal citació]

  - Finca regia (2020)[25]
    - Dalmatia Film Festival: Millor curtmetratge[cal citació]

  - Esculpiendo la memoria (2018)[26]
    - Gran Premio Jameson Notodofilmfest: Millor curtmetratge[cal citació]
    - Bilbao European School Zinema Fest: Millor documental[cal citació]

## Projectes com a músic col·laborador
- Música
  - Bestiari - The New Catalan Ensemble (2019)[27]
  - Love in Syria - Ahmad Diab, guitarra y Aseel Massoud, veu (2018-19)
- Música, teatre i dansa
  - Carnaval dels Animals amb Brodas Bros (Orquestra simfònica del Vallès) (2020-22)[28]
  - La ciutat llunyana (Evelyn Arévalo) (2020)[29]
  - Papa Mozart (Orquesta Simfònica del Vallès, Joan Pera i Roger Pera) (2019)[30]
  - El nen mort damunt la vorera (2015)[31]